# Les Classiques de l’Histoire de France au Moyen Âge
Les Classiques de l’Histoire de France au Moyen Âge (Klassiker der Geschichte Frankreichs im Mittelalter) ist eine von Louis Halphen (1880–1950) gegründete wissenschaftliche historische Buchreihe, die seit 1923 in Paris erscheint (zunächst bei Champion, seit 1933 bei Belles Lettres).
Sie enthält so wichtige historische Werke, wie beispielsweise die Mémoires von Philippe de Commynes, die Histoire anonyme de la première croisade (Louis Bréhier), das Manuel de l’inquisiteur von Bernardus Guidonis, La chanson de la croisade albigeoise, La Conquête de Constantinople von Geoffroy de Villehardouin oder Vie de Charlemagne von Einhardus.
Nichtfranzösische Werke erschienen mit (zusätzlicher) Übersetzung, meist aus dem Lateinischen.
Einige Werke der Reihe erschienen in einer 2. Auflage oder in weiteren Auflagen, einige wurden mit einer neuen Reihennummer versehen (siehe Manuel de l’inquisiteur, Vie de Charlemagne, auch Vie du pape Léon IX). Mehrbändige Bände erschienen zum Teil in auseinander liegender Nummerierung.
Der bisher letzte Band ist die Nummer 53 (Vie de Charlemagne), der 2014 in eine Neuausgabe (Nouv. éd.) der Nummer 1 der Buchreihe bei Les Belles Lettres in Paris erschien.
Die letzte unter der alten Reihenbezeichnung (Les Classiques de l‘Histoire de France au Moyen Âge) erschienene Nummer ist die Nummer 44 (2006). Seit Band 45 (2008) erscheint sie unter dem Titel Les Classiques de l’Histoire au Moyen Âge.

## Les Classiques de l’Histoire au Moyen Âge
Die bilinguale Buchreihe Les Classiques de l’Histoire au Moyen Âge (Sammlung klassischer Werke des Mittelalters) unter der Direktion von Philippe Depreux (* 1967), veröffentlicht unter der Schirmherrschaft der Association Guillaume Budé, bildet die Fortsetzung der ursprünglichen Reihe.

## Übersicht
- 1. Vie de Charlemagne / Einhardus. - Paris : H. Champion, 1923 (siehe unten, Nr.)
  - 3. éd., rev. et corr. - Paris, 1947
- 2. Le dossier de l’affaire des templiers / Georges Lizerand . - Paris : Champion, 1923
- 3. Mémoires / T. 1 / (1464 - 1474) / Philippe de Commynes. - 1924
- 4. Histoire anonyme de la première croisade / Louis Bréhier. - Paris : Champion, 1924
- 5. Mémoires / T. 2 / (1474 - 1483) / Philippe de Commynes. - 1925
- 6. Mémoires / T. 3 / (1484 - 1498) / Philippe de Commynes. - 1925
- 7. Histoire des fils de Louis le Prieux / Nithardus <Sancti Richardi>. - Paris : Champion, 1926
- 8. Manuel de l’inquisiteur ; T. 1 / Bernardus <Guidonis>. - 1926
- 9. Manuel de l’inquisiteur ; T. 2 / Bernardus <Guidonis>. - 1927
  - 2. tirage, [réimpression photomécan.].
- 10. Correspondance / T. 1 / 829 – 847 / Loup de Ferrières. - 1927 (siehe auch Nr. 16)
- 11. Vie de Louis VI le Gros / Sugerus <Sancti Dionysii>. - Paris : Champion, 1929
  - . Ed. et trad. par Guillaume Mollat. Paris : Les Belles Lettres, 2006
- 12. Histoire de France : <888-995> / Richerus <Remensis>. - Paris : Champion, 1930
  - Histoire de France / T. 1 / 888 – 954 / Richerus <Remensis>. - 1930
- 13. La chanson de la croisade albigeoise / Eugène Martin-Chabot. - Paris : Champion, 1931-
  - La chanson de la croisade ... / T. 1 / La chanson de Guillaume de Tudèle / Eugène Martin-Chabot. – 1931
  - 2. éd. - 1960
- 14. Poème sur Louis le Pieux et épitres au roi Pépin / Ermoldus <Nigellus>. - Paris : Champion, 1932
- 15. Histoire de Charles VII / Thomas Basin. - Paris : 1933-1964
  - Histoire de Charles VII / T. 1 / 1407 – 1444 / Thomas Basin. Les Belles Lettres, 1933
- 16. Correspondance / T. 2 / 847 – 862 / Lupus <Ferrières>. - Les Belles Lettres 1935
- 17. Histoire de France / T. 2 / 954 – 995 / Richerus <Remensis>. - Les Belles Lettres 1937
- 18/19 La Conquête de Constantinople / Geoffroy <de Villehardouin>.
  - 2. éd. rev. et corr. - 1961
  - La Conquête de Constantinople ; 1 / Geoffroy <de Villehardouin>. - Les Belles Lettres 1938
  - La Conquête de Constantinople ; 2 / Geoffroy <de Villehardouin>. - Les Belles Lettres 1939
- 20. Le Siège de Paris par les Normands : poème du 9e siècle / Abbon. - Paris : Belles Lettres, 1942
  - 2. tirage, [réimpression photomécan.].
- 21. Histoire de Charles VII / T. 2 / 1445 – 1450 / Thomas Basin. - 1944
- 22. Correspondance / T. 1 / (1090 - 1098) / Yves <de Chartres>. - 1949
- 23. Histoire de Guillaume le conquérant / Guillaume <de Poitiers>. - Paris : Soc. d’Éd. «Les Belles Lettres», 1952
- 24. La chanson de la croisade ... / T. 2 / Le poème de l’auteur anonyme ; 1 / Eugène Martin-Chabot. - 1957
- 25. La chanson de la croisade ... / T. 3 / Le poème de l’auteur anonyme ; 2 / Eugène Martin-Chabot. - 1961
- 26. Histoire de Louis XI / Thomas Basin. - Paris : Les Belles Lettres, 1963–1972
  - Histoire de Louis XI / T. 1 / 1461 – 1469 / Thomas Basin. - 1963
- 27/28 ???. Histoire des Francs / Grégoire <de Tours>. - Paris : Soc. d’Éd. «Les Belles lettres», 1963–
  - Histoire des Francs ; Tome 1 / Grégoire <de Tours>. - 1963
  - Histoire des Francs ; Tome 2 / Grégoire <de Tours>. - 1963
- 29. Histoire de Louis XI / T. 2 / 1470 – 1477 / Thomas Basin. - 1966
- 30. Histoire de Louis XI / T. 3 / 1477 – 1483 / Thomas Basin. - 1972
- 31. Apologie ou Plaidoyer pour moi-même / Thomas Basin. - Paris : Soc. d’Éd. «Les Belles Lettres», 1974
- 32. Poème au Roi Robert / Adalbéron de Laon. - Paris : Les Belles Lettres, 1979
- 33. La chronique de Saint-Maixent, 751 – 1140 / Jean Verdon. - Paris : «Les Belles Lettres», 1979
- 34. Autobiographie / Guibert <de Nogent>. - Paris : Les Belles Lettres, 1981
- 35. Correspondance / T. 1 / Lettres 1 à 129 / Silvester <Papa, II.>. - 1993
- 36. Correspondance / T. 2 / Lettres 130 à 220 : (avec 5 annexes) / Silvester <Papa, II.>. - 1993
- 37. Œuvres / T. 1 / Écrit sur la consécration de Saint-Denis. L’œuvre administrative. Histoire de Louis VII / Sugerus <Sancti Dionysii>. – 1996
- 38. La vie du Pape Léon IX : (Brunon, évêque de Toul) / Wibertus. - Paris : Les Belles Lettres, 1997
- 39. Chronique / Bernard Itier. - Paris : Les Belles Lettres, 1998
- 40. Chronique des abbés de Fontenelle (Saint-Wandrille) / Pascal Pradié. - Paris : Les Belles Lettres, 1999
- 41 Œuvres / T. 2. / Lettres de Suger, chartes de Suger, vie de Suger par le moine Guillaume / Sugerus <Sancti Dionysii>. - 2001
  - Les gestes des évêques d’Auxerre / Michel Sot. - Paris : Les Belles Lettres, 2002-
- 42 Les gestes des évêques ... ; T. 1 / Pierre Bonnerue. - 2002
- 43. Les gestes des évêques ... ; T. 2 / Noëlle Deflou-Leca. - 2006
- 44. Manuel de l’inquisiteur / Ed. et trad. par G. Mollat. Paris : Les Belles Lettres, 2006 [siehe auch oben, Nr. 11]
- 45. Correspondance : lettres 1 à 220 (avec 5 annexes) / Silvester <Papa, II.>. - Nouvelle éd. en un vol. - Paris : Les Belles Lettres, 2008
- 46. Vie du pape Léon IX (Brunon, évêque de Toul) / Michel Parisse. - 2. éd. [révisée]. - Paris : Belles Lettres, 2009
- 47. Les gestes des évêques ... ; T. 3 / Pierre Bonnerue. - 2009
- 48. Vie d’Isarn : Abbé de Saint-Victor de Marseille (XIe siècle) / Cécile Caby. - Paris : Les Belles Lettres, 2010
- 49. Vie de Charles IV de Luxembourg / Pierre Monnet. - Paris : Les Belles Lettres, 2010
- 50. Les gestes des abbés de Saint-Germain d’Auxerre / Noëlle Deflou-Leca. - Paris : Les Belles Lettres, 2011
- 51. Histoire des fils de Louis le Pieux / Nithard. - Paris : Les Belles Lettres, 2012
- 52. Histoire du roi Alfred / Johannes Asser. - Paris : Les Belles Lettres, 2013
- 53. Vie de Charlemagne / Eginhard. - Nouv. éd. - Paris : Les @Belles Lettres, 2014